# Mattiel
 (avril 2020).
Mattiel Brown, connue comme musicienne sous le nom de Mattiel, est une chanteuse-compositrice américaine, originaire d’Atlanta. Elle a sorti trois albums : Mattiel en 2017, Satis Factory en 2019 et Georgia Gothic en 2022.

## Biographie
Mattiel Brown a grandi dans une ferme à Brooks, comté de Fayette, dans l’État de Géorgie aux États-Unis. Sa mère accouche d’elle à quarante-deux ans et Mattiel est fille unique. Elle y apprend à monter des chevaux. La pochette de son premier album la dépeint d’ailleurs debout sur un cheval.
Jeune, elle apprend le cor puis la guitare, néanmoins ses parents n’étant pas musiciens, elle ne pense pas pouvoir continuer la musique professionnellement. Pendant ses études supérieures, elle étudie donc le design 3D et poursuit ensuite dans le milieu de l’art visuel et du design à Atlanta.
Ainsi, avant de commencer à composer des chansons, Mattiel était graphiste et illustratrice pendant plusieurs années à plein temps. Elle déclare dans une interview que ses compétences lui servent aujourd’hui pour diriger ou co-diriger la réalisation de ses propres clips.
C’est pendant cette période qu’elle rencontre Randy Michael puis Jonah Swilley (le frère du bassiste du groupe Black Lips) à Atlanta. Après avoir enregistré une première démo, le trio enregistre ce qui deviendra le premier album homonyme de Mattiel.

## Albums studio

### Mattiel
L’album est enregistré en neuf mois. Mattiel signe initialement avec le label Burger records, plus tard elle signera avec Heavenly Recordings pour la diffusion de son disque en Europe. Les deux sont des labels indépendants produisant des artistes généralement rock.
Le premier album homonyme de Mattiel sort le 22 septembre 2017 aux États-Unis. La critique l’accueille en saluant la voix puissante de l’artiste et le site Slowshow fait le parallèle avec d'autres chanteuses américaines comme Joan Baez ou Janis Joplin. Sur le plan instrumental, l’influence des Whites Stripes et de Jack White peut s’entendre par exemple sur la chanson Five and Tens avec trois instruments : batterie, guitare et tambourin. Mattiel reconnait elle-même cette influence et à propos de Jack White déclare :

« Il ne saura jamais à quel point il a influencé mon écriture, mes connaissances littéraires et mon processus créatif. C'est impressionnant. »

### Satis Factory
Le 14 juin 2019 Mattiel sort son deuxième album Satis Factory chez Heavenly Recordings. Le magazine Les Inrocks souligne un album "grandiose".
Une des chansons de l’album, Je ne me connais pas, contient un refrain en français. Elle dénonce les excès de la masculinité poussée jusqu’à l’absurde. Elle joue elle-même dans le clip qui accompagne la chanson, travestie en une caricature machiste mimant notamment le manspreading.